# 天河路站
天河路站位于中國四川省成都市郫都区犀浦街道，是成都地铁2号线的地下车站，于2013年6月8日开通使用。天河路站也是成都有轨电车蓉2号线的车站，蓉2号线于2019年12月27日开通。。
在2号线西延线建设期间，本站曾使用工程名“西区”。

## 车站结构

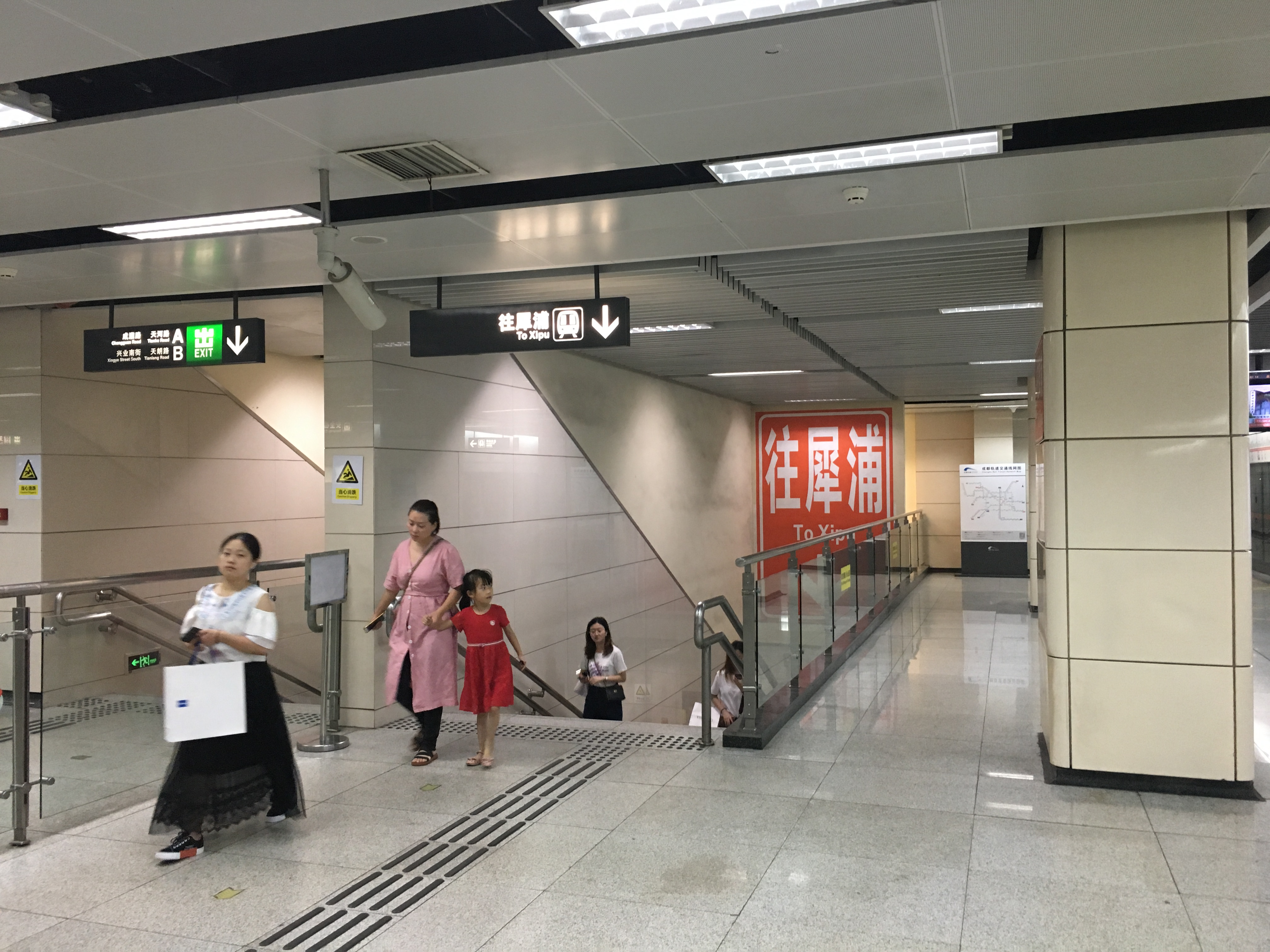
2号线站台上用于过轨的连接通道入口，无论是否入闸皆可使用

2号线天河路站主体结构为地下一层（部分二层）四跨钢筋混凝土框架的侧式站台车站，总长236米，主体建筑面积8088平方米，总建筑面积9795平方米，站厅与站台同在地下一层。由于犀浦方向区间即将从地下过渡至高架，本站埋深较浅，仅为地下9米。由于犀浦站2号线设计为与成灌线同台换乘，需要采取与成灌线相同的侧式站台左侧开门。因此需要将地铁通常采用的右侧行车更改为左侧行车模式，又因天河路-犀浦区间因埋深较浅，无法承担此任务，因此提前至百草路-天河路区间将2号线调整为了左侧行车模式，故本站与犀浦站并列为成都地铁首个左侧开门的侧式站台车站。
有轨电车蓉2号线站台位于地面道路中央，2号线站体正上方，采用对称侧式站台布局。站外换乘时，需穿过蓉2号线站台两侧机动车道，到达道路旁地铁出入口建筑。
| 地面      |                                 | 地铁出入口             |  |
| 地面      | 侧式站台，右边车门将会开启      |                        |  |
| 地面      | 蓉2号线列车往新业路方向（晨风） |                        |  |
| 地面      | 蓉2号线列车往仁和方向 （龙吟）  |                        |  |
| 地面      | 侧式站台，右边车门将会开启      |                        |  |
| 地面      | 地铁出入口                      |                        |  |
| 地下 一层 | 站厅                            | 安检、售票机、站内商店 |  |
| 地下 一层 | 侧式站台，左边车门将会开启      |                        |  |
| 地下 一层 | 2号线列车往龙泉驿方向（百草路） |                        |  |
| 地下 一层 | 2号线列车往犀浦方向 （犀浦）    |                        |  |
| 地下 一层 | 侧式站台，左边车门将会开启      |                        |  |
| 地下 一层 | 站厅                            | 安检、售票机、站内商店 |  |
| 地下 二层 |                                 | 站台连接通道           |  |

## 出入口信息

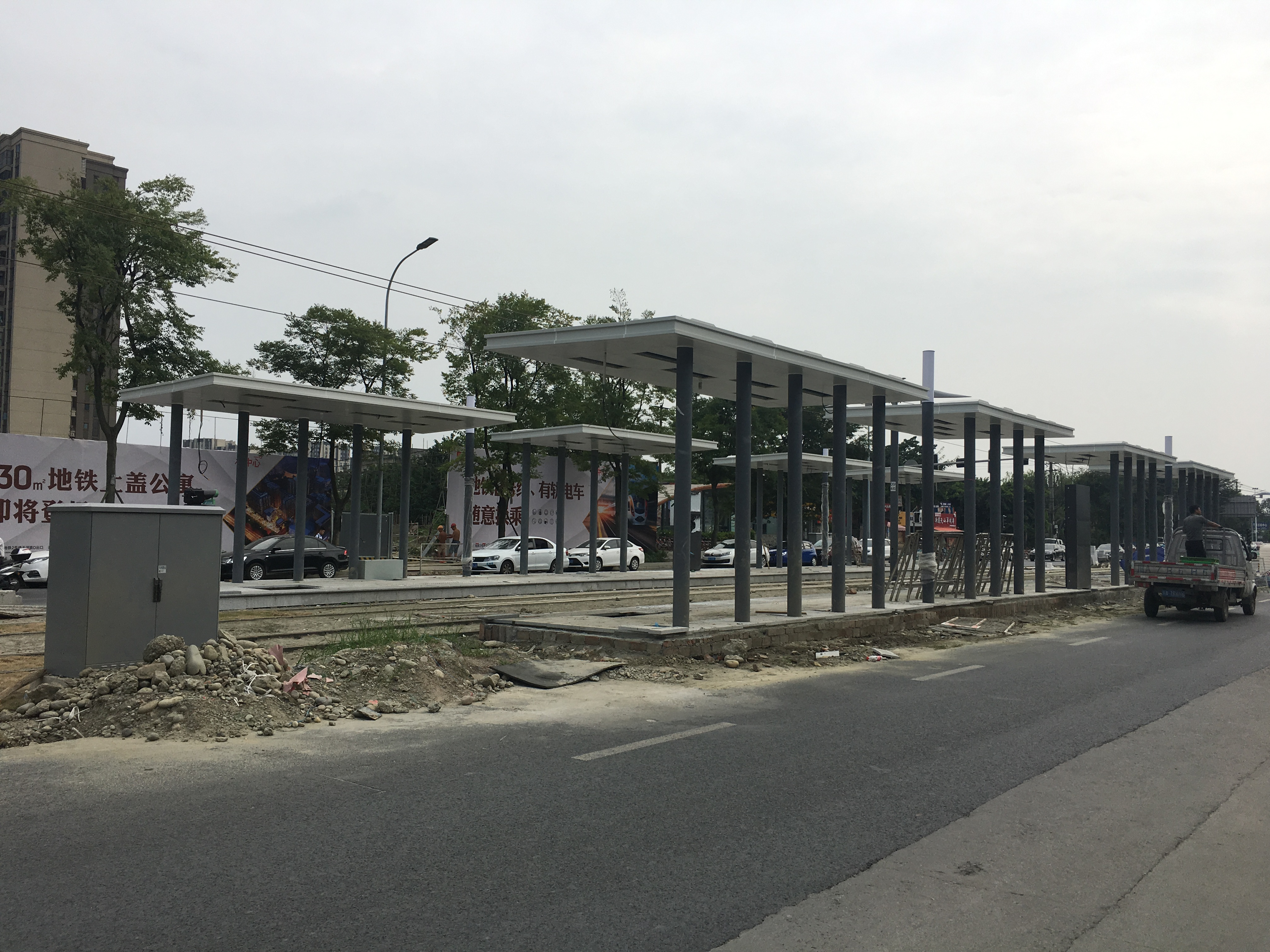
2019年8月，建设中的蓉2号线车站
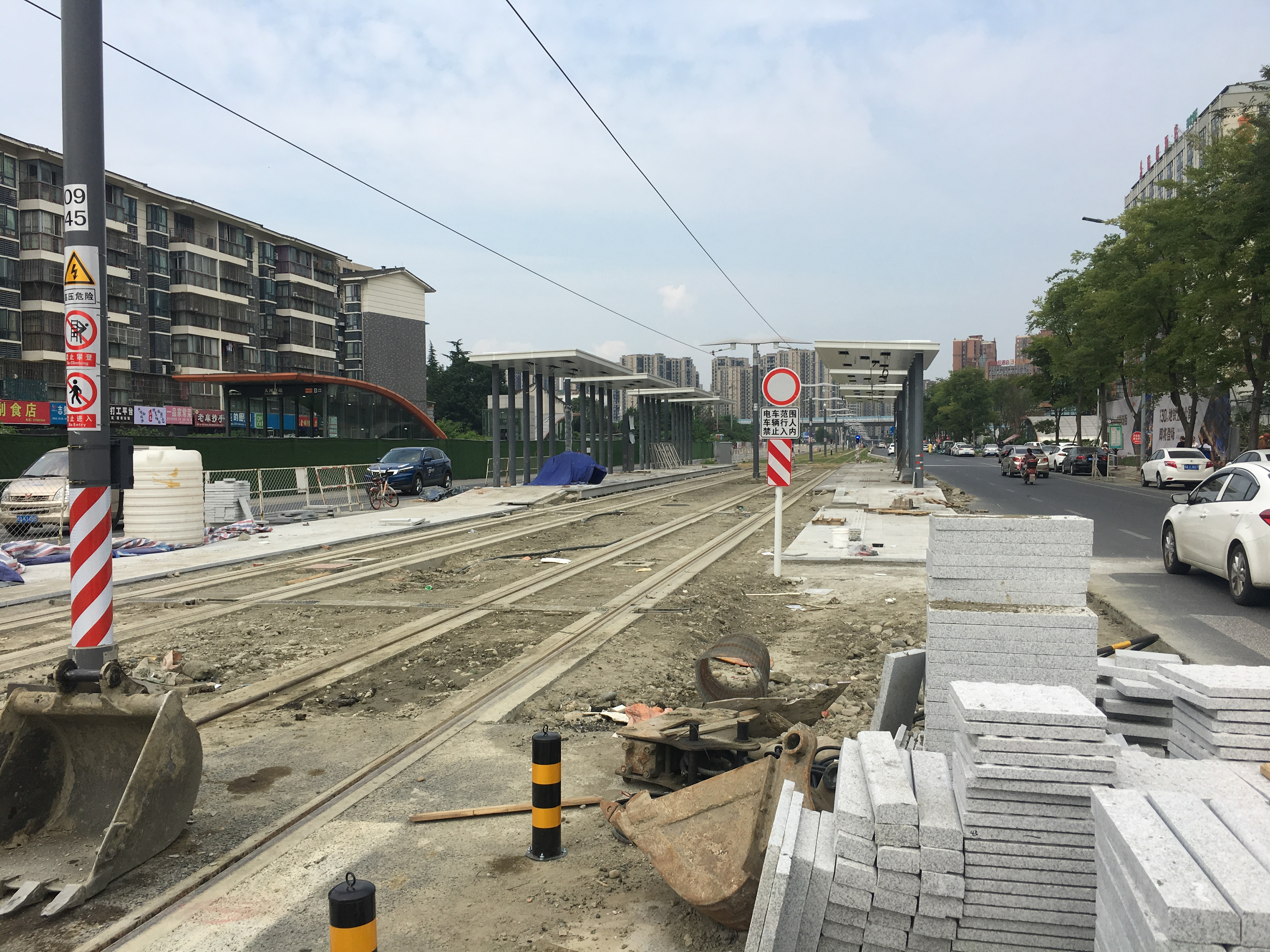
2019年8月，建设中的蓉2号线车站
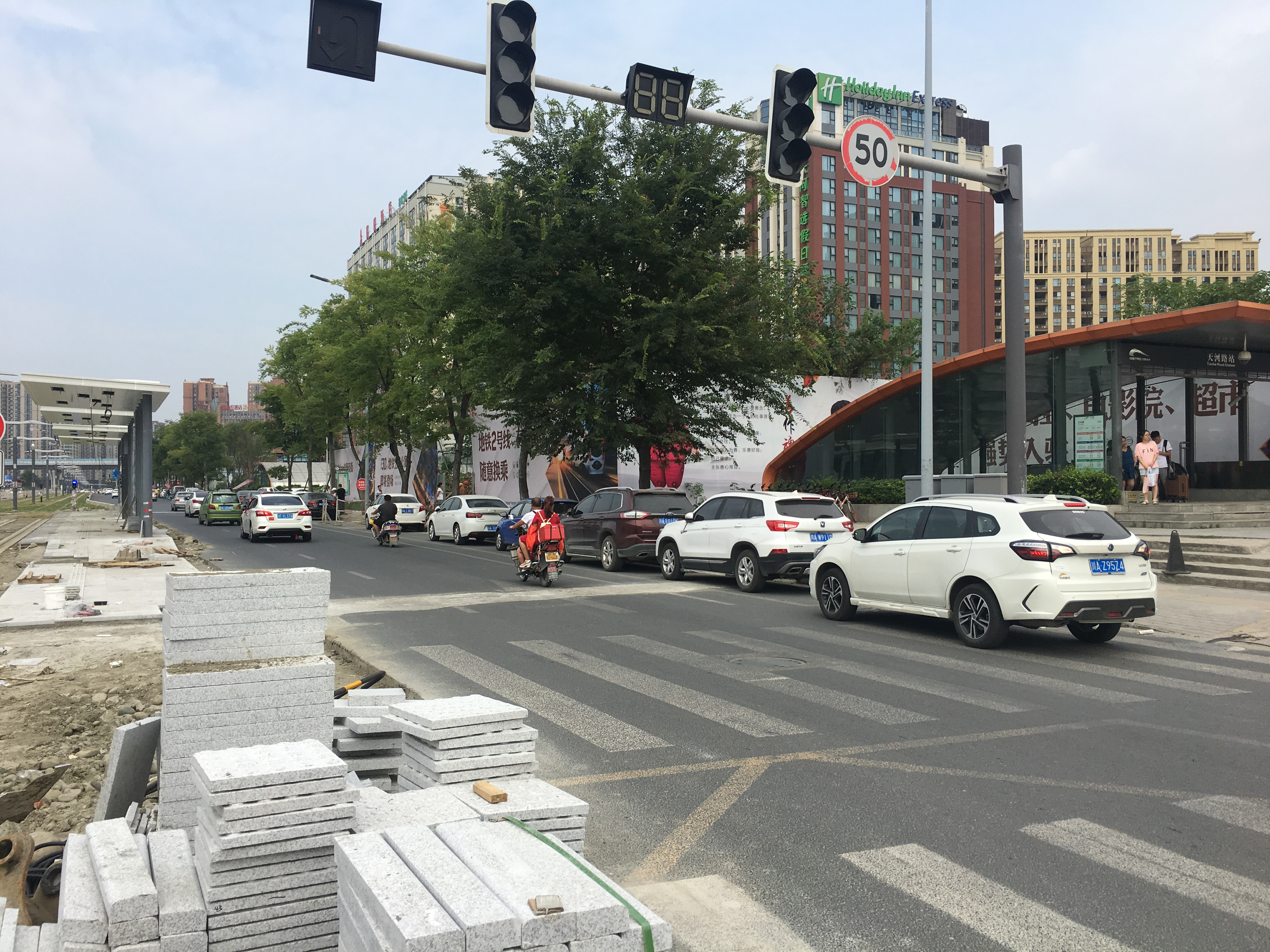
蓉2号线车站位于道路中央，换乘2号线时，需穿越车道

天河路站目前开放4个出入口。
| 出口编号 | 设施                    | 地点   | 可到达目的地                   |
| -------- | ----------------------- | ------ | ------------------------------ |
|          |                         | 天河路 | 西锦集                         |
| 出口 · B | 无障碍电梯              | 天河路 | 西锦集、两河佳苑               |
| 出口 · C | 无障碍电梯 无障碍卫生间 | 天河路 | 合能橙中心、西南交通大学产业园 |
| 出口 · D |                         | 天河路 | 合能橙中心                     |

## 大事记
- 2011年6月25日，成都地铁2号线主体结构封顶[5]；
- 2013年6月8日，成都地铁2号线正式启用[1]。
- 2019年12月27日，成都有轨电车蓉2號線正式启用。